# Franz Teddy Kleindin
Franz „Teddy“ Kleindin (* 20. Juli 1914 in Berlin; † 12. Oktober 2007 ebenda) war ein deutscher Jazz- und Unterhaltungsmusiker (Klarinette, Altsaxophon, Cello), Komponist, Arrangeur und Orchesterleiter.

## Leben und Wirken
Kleindin stammte aus einer musikalischen Familie. Die Mutter war bereits Cellistin im Skala-Quartett in Karlsbad, er lernte als jüngstes von sieben Geschwistern Cello, um nach einem Handgelenkbruch im Alter von 13 Jahren zur Klarinette zu wechseln.
1932 hatte er sein erstes Engagement mit dem Tanzorchester Vincent Douglas bei der Ufa für den Film „Zwei Herzen und ein Schlag“ mit Lilian Harvey und Willy Fritsch in den Hauptrollen. Der damals 17-Jährige saß am zweiten Saxophon neben Wolf Gradis vom Dajos-Béla-Tanzorchester, der die jungen Studenten als Verstärkung des kleinen Orchesters von Walter Schwarz (alias Vincent Douglas) engagiert hatte. So stießen zu den Filmaufnahmen auch Werner Eisbrenner, der die Arrangements schrieb und am Klavier saß, und Otto Sachsenhauser als Gitarrist wie auch der später berühmte Konzertgeiger Heinz Stanske dazu.
Es folgte sofort ein Engagement im Haus Vaterland bei dem Tangoorchester Manuel Romero, das während der Sommermonate 1932 von den Jazzmusikern des Billy-Barton-Orchesters verstärkt wurde. Anfragen von Hermann Rohrbeck und Joe Bund brachten Engagements in diversen Berliner Tanzcafés. Nach einiger Zeit bei Ilja Livschakoff als Klarinettist und Cellist, wo er an Plattenaufnahmen für die Deutsche Grammophon beteiligt war, emigrierte dieser jüdische Konzertgeiger und Orchesterchef nach Argentinien, so dass Kleindin arbeitslos wurde. Nach zwei Monaten Tätigkeit im Orchestergraben der Charlottenburger Oper spielte er im August 1936 bei einer Anhörung von Teddy Stauffer vor und wurde sofort mit einer Spitzengage von 660 RM zu einem Original Teddy; er avancierte auf Grund seiner Fähigkeit, Arrangements zu schreiben, zum Satzführer.
Für eine Schwedentournee des Tanzorchesters von Heinz Wehner wurde er kurzfristig vom Militärdienst freigestellt, musste allerdings dann auch Mitglied der Reichsmusikkammer werden, was er zuvor wegen der hohen Mitgliedsbeiträge zu vermeiden wusste. Wechselweise sprang er nach seinem Militärdienst bei der Wehrmacht wieder bei Stauffer ein, wurde inzwischen einer der begehrtesten Studiomusiker Deutschlands. Es erfolgten Aufnahmen mit der Goldenen Sieben, Hans Carste, Erwin Steinbacher, Joe Bund, Willy Berking und vielen anderen berühmten Berliner Tanzorchestern. Während des Zweiten Weltkriegs spielte er im Februar 1941 im Orchester des Niederländers Ernst van’t Hoff, wurde festes Mitglied im Rundfunkorchester von Willi Stech und spielte immer wieder bei Lutz Templin, auch bei dessen Propagandaaufnahmen unter dem Namen Charlie and His Orchestra; er konnte daneben von 1941 bis 1944 mit eigener Combo Platten im Stil von Benny Goodman für die Telefunken aufnehmen.
Ab 1942 arrangierte er die Orchester von Albert Vossen und Kurt Hohenberger, spielte bei Corny Ostermann und bis zum November 1944 bei Kurt Widmann, mit dem er eng befreundet war, und machte 1942/1943 etliche Aufnahmen mit seiner Cousine Henriette Schäffler und deren Mann Primo Angeli bei der Plattenfirma Imperial. Seine Vorbilder Benny Goodman, Artie Shaw und Benny Carter sind seinem musikalischen Stil anzumerken, wobei er als einer der virtuosesten unter den deutschen Jazzklarinettisten gilt.
1947 und 1948 entstanden weitere Einspielungen unter eigenem Namen mit Musikern der Freddie-Brocksieper-Band für das Label Union des Sohnes des Inhabers der Babelsberger Tempo-Schallplatte Otto Stahmann jr. 1948 holte ihn Georg Haentzschel zum Bayerischen Rundfunk als Satzführer in dessen Tanzorchester unter Herbert Beckh; nach der Auflösung der Swinggruppe wechselte er 1950 ins Rundfunk-Sinfonieorchester, wo er bis zur Pensionierung im Jahr 1979 als Klarinettist spielte.
2004 kam es nochmals zu einer Jam-Session unter Mitwirkung von Coco Schumann und Emil Mangelsdorff in Berlin für eine japanische Fernsehproduktion. Er ist unter anderem auf Aufnahmen von Primo Angeli, Willy Berking, Freddie Brocksieper, Heinz Munsonius, Hans Georg Schütz, Willi Stech und Kurt Widmann zu hören.

## Diskographische Hinweise
- Klarinettenzauber (1941–1948, Edition Antikbüro, Berlin 2004)

Schellack-Schallplatten (Auswahl)
- Klarinettenzauber (Telefunken A 10340, Berlin, 12. Juni 1941)
- Traumschöne Frau (Telefunken A 10435, Berlin, 17. März 1942)
- Heut' Abend wollen wir bummeln geh'n (Telefunken A 10479, Berlin, 22. Juni 1942)
- Ich sage "Ja" (Telefunken A 10489, Berlin, 31. Oktober 1942)
- Morgen wird alles wieder gut (Telefunken A 10512, Berlin, 29. April 1943)
- An der Donau steht Marika (Tempo 5161, Babelsberg, 16. August 1944)
- Chattanooga Choo Choo (Union Record 2578, München, Januar 1948)

## Lexikalische Einträge
- Jürgen Wölfer: Jazz in Deutschland. Das Lexikon. Alle Musiker und Plattenfirmen von 1920 bis heute. Hannibal, Höfen 2008, ISBN 978-3-85445-274-4.
- Barry Kernfeld: The New Grove Dictionary of Jazz. Macmillan Press Limited, London 1994, ISBN 0-333-63231-1.

## Nekrolog
- Stephan Wuthe: Klarinettenzauber – Nachruf auf Franz Teddy Kleindin. 20.07.1914 - 12.10.2007 FOX auf 78, Heft 25: Dietramszell Winter 2009, ISSN 0948-0412.

| Personendaten    | Personendaten                            |
| ---------------- | ---------------------------------------- |
| NAME             | Kleindin, Franz Teddy                    |
| ALTERNATIVNAMEN  | Kleindin, Franz (Geburtsname)            |
| KURZBESCHREIBUNG | deutscher Jazz- und Unterhaltungsmusiker |
| GEBURTSDATUM     | 20. Juli 1914                            |
| GEBURTSORT       | Berlin                                   |
| STERBEDATUM      | 12. Oktober 2007                         |
| STERBEORT        | Berlin                                   |